# Umowa Biskupów Starokatolickich Unii Utrechckiej
Umowa Biskupów Starokatolickich Unii Utrechckiej – uchwalona w dniu 12 września 1974 roku umowa pomiędzy biskupami – członkami Międzynarodowej Konferencji Biskupów Starokatolickich, regulująca zachodzące w Unii Utrechckiej stosunki administracyjne.
Umowa Biskupów Starokatolickich Unii Utrechckiej, zakłada że Kościoły kierowane i reprezentowane przez biskupów zjednoczonych w Unii Utrechckiej pozostają ze sobą w pełnej wspólnocie komunijnej. Do Unii mogą być przyjęci tylko ci biskupi, których legalność wyboru i kanoniczność konsekracji zostały uznane przez Międzynarodową Konferencję Biskupów Starokatolickich. Dla utrzymania wspólnoty kościelnej biskupi mają zbierać się regularnie jako Międzynarodowa Konferencja Biskupów Starokatolickich. Biskupi mają udostępniać sobie nawzajem rozporządzenia urzędowe, listy pasterskie, mszały, rytuały, pontyfikały, katechizmy, podręczniki, aktualne wykazy swoich duchownych, protokoły swoich synodów i inne dokumenty. Konsekracji biskupa wybranego prawomocnie przez organy Kościoła należącego do Unii Utrechckiej, dokonują biskupi Unii Utrechckiej.